# Chester Brown

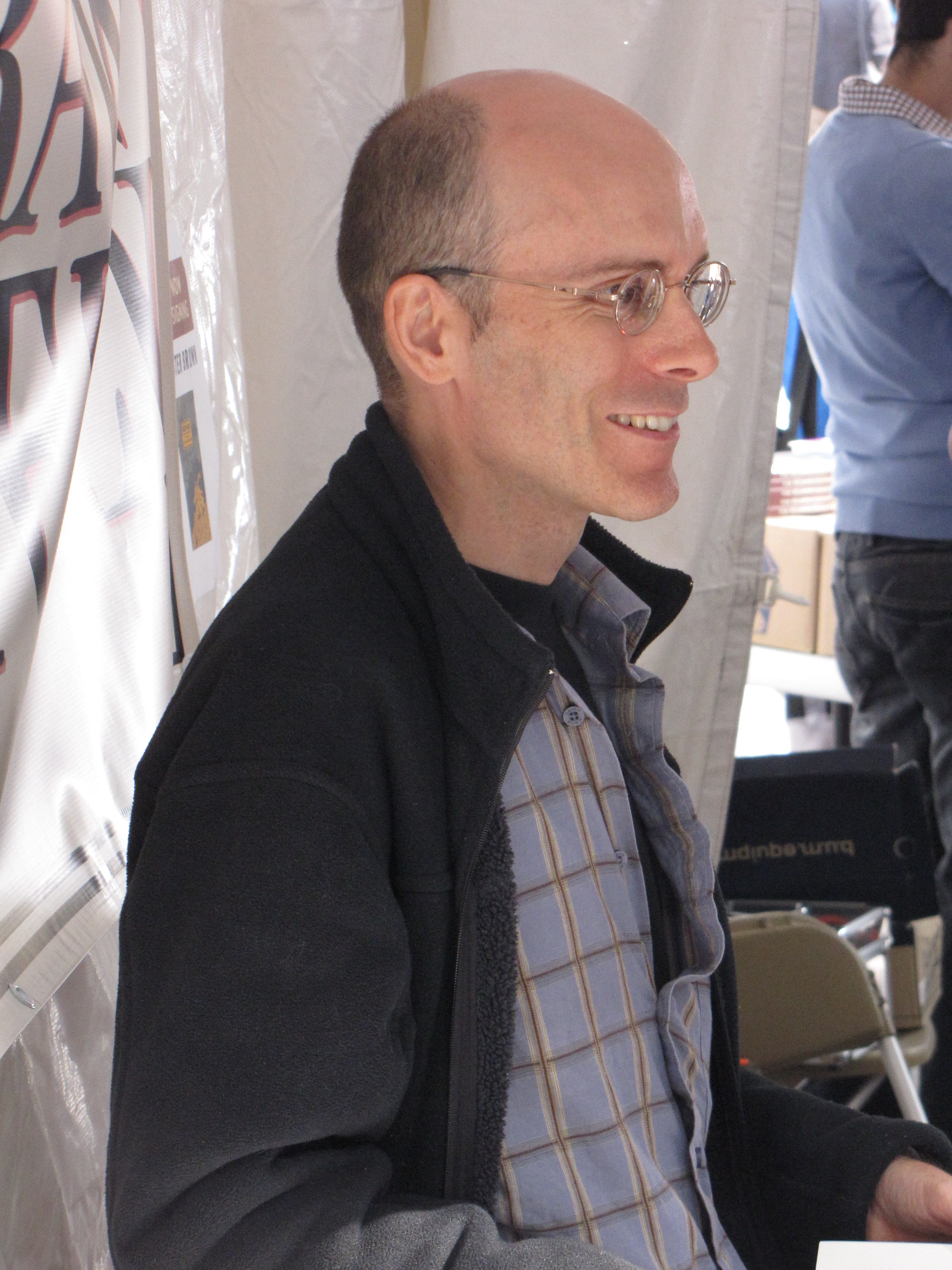
Chester Brown (2009)

Chester Brown (16 mei 1960) is een Canadees stripschrijver en -tekenaar. 

## Publicaties

### Reeksen
- American Splendor (Engelstalig, mee getekend)
- Louis Riel (Engelstalig, volledig eigen werk)
- Underwater (Engelstalig, volledig eigen werk)

### Lostaande albums
- I never liked you (Engelstalig, volledig eigen werk)
- The little man (Engelstalig, volledig eigen werk)
- McSweeney's Quarterly Concern (Engelstalig, mee geschreven en getekend)
- Paying for it (Engelstalig, eigen werk met inleiding door Robert Crumb)
- The playboy (Engelstalig, volledig eigen werk)

- Bibsys: 1093282
- Biblioteca Nacional de España: XX4618264
- Bibliothèque nationale de France: cb13757063d (data)
- Catàleg d'autoritats de noms i títols de Catalunya: 981058521934206706
- CiNii: DA19884487
- Gemeinsame Normdatei: 11342552X
- International Standard Name Identifier: 0000 0001 1692 2470
- Library of Congress Control Number: no95047658
- Bibliotheek van het Japanse parlement: 031603311
- Nationale Bibliotheek van Tsjechië: pna2009525907
- Nationale Bibliotheek van Israël: 987007433312205171
- Nederlandse Thesaurus van Auteursnamen: 435083635
- Réseau des bibliothèques de Suisse occidentale: 02-A008659682
- SNAC: w63j3tqr
- Système universitaire de documentation: 081713681
- Virtual International Authority File: 100856557
- WorldCat: E39PBJbWrbRghDCPmFv7vmWdQq